# Porreras
Porreras (catalansk: Porreres) er en by og kommune i det østlige Spanien på øen Mallorca i provinsen De Baleariske Øer. Den har et indbyggertal på 5.888 (2024) indbyggere.